# دوفور (اورگن)
دوفور (به انگلیسی: Dufur) شهری در شهرستان وسکو ایالت اورگن است و در سرشماری سال ۲۰۱۱ میلادی، ۶۰۴ نفر جمعیت داشته که نسبت به سال ۲۰۱۰، ۰٫۱۷ درصد رشد جمعیت داشته‌است.